# Gesundheitsbildung
Gesundheitsbildung (auch Gesundheitserziehung oder Gesundheitspädagogik) bezeichnet die Vermittlung und Förderung von gesundheitsbezogenem Wissen, Können und Verhalten durch dafür ausgewiesene Fachkräfte. 
Gesundheitsbildungsmaßnahmen werden u. a. von Hochschulen, Volkshochschulen, aber auch von Krankenkassen und anderen Einrichtungen in Form von Vorlesungen, Vorträgen, Seminaren oder Kursen angeboten. An den Hochschulen bilden sie einen integralen Bestandteil etwa der wissenschaftlichen Sportlehrerausbildung oder der Verkehrserziehung und finden ihren Niederschlag in den entsprechenden Curricula. Da über Wissensbildung allein kaum eine Änderung gesundheitsschädlichen Verhaltens zu erreichen ist, nimmt die Bedeutung einseitig kognitiver Aufklärung zugunsten komplexer Ansätze ab. Gesundheitsbildung findet sich heute vornehmlich eingebettet in die Pädagogik und die Strukturen gesundheitsrelevanter Fächer. Durch das in Arbeit befindliche Präventionsgesetz des Bundes sollen die Möglichkeiten der Durchführung und Finanzierung von Gesundheitsbildungsmaßnahmen verbessert werden.

## Weiterführende Links
- Akademischer Lehrgang Gesundheitspädagogik an der Fachhochschule Gesundheit in Tirol
- Bachelorlehrgang Gesundheitspädagogik an der Internationalen Hochschule Fernstudium mit Sitz in Erfurt
- Masterlehrgang Gesundheitsförderung und Gesundheitspädagogik der Pädagogischen Hochschule Steiermark mit der Universität Graz
- Masterstudium Pflege- und Gesundheitspädagogik an der Tiroler Privatuniversität